# ثنائي سيليسيد الموليبدنوم
ثنائي سيليسيد الموليبدنوم هو مركب كيميائي لاعضوي صيغته MoSi2 ويوجد على هيئة صلب رمادي.

## التحضير
يحضر هذا المركب من التفاعل بين عنصري السيليكون والموليبدنوم عند درجات حرارة تتجاوز 1400 °س:
{\displaystyle \mathrm {Mo+2\ Si\longrightarrow MoSi_{2}} }
ويمكن الحصول على طبقات موافقة من هذا المركب من خلال التفاعل بين عنصر الموليبدنوم مع رباعي كلوريد السيليكون والهيدروجين:
{\displaystyle \mathrm {Mo+2\ SiCl_{4}+4\ H_{2}\longrightarrow MoSi_{2}+8\ HCl} }

## الخواص
يوجد هذا المركب في الشروط القياسية على هيئة صلب رمادي، تتبع بلوراته نظام بلوري رباعي؛ وعند درجات حرارة تتجاوز 1900 °س تتحول البنية إلى نظام بلوري سداسي، لكنه غير مستقر.

## الاستخدامات
يستخدم ثنائي سيليسيد الموليبدنوم لكونه مادة حرارية موصلة للكهرباء على هيئة عنصر تسخين.